# Aumsville
Aumsville – miasto w Stanach Zjednoczonych, w stanie Oregon, w hrabstwie Marion.